# الحصن (صنعاء)

تعديل مصدري - تعديل

الحصن هي إحدى قرى مديرية بني حشيش التابعة لمحافظة صنعاء اليمنية، بلغ تعداد سكانها 1081 نسمة حسب الإحصاء الذي جرى عام 2004.